# Suava
Suava (łac. Diocesis Suavensis) – stolica historycznej diecezji w Cesarstwie rzymskim w prowincji Numidia zlikwidowana w VII w. podczas ekspansji islamskiej, współcześnie w północnej Algierii. Obecnie katolickie biskupstwo tytularne. 

## Biskupi tytularni
| Lp. | Biskup                   | Funkcja                               | Od                   | Do                  |
| --- | ------------------------ | ------------------------------------- | -------------------- | ------------------- |
| 1   | Ernesto Camagni          | urzędnik Kurii Rzymskiej              | 4 czerwca 1964       | 14 lipca 1966       |
| 2   | Plinio Pascoli           | biskup pomocniczy Rzymu (Włochy)      | 5 sierpnia 1966      | 22 kwietnia 1999    |
| 3   | Akio Johnson Mutek       | biskup pomocniczy Torit (Sudan)       | 18 maja 1999         | 9 czerwca 2007      |
| 4   | Jesús González de Zárate | biskup pomocniczy Caracas (Wenezuela) | 15 października 2007 | 24 maja 2018        |
| 5   | José Tolentino Mendonça  | urzędnik Kurii Rzymskiej              | 26 czerwca 2018      | 5 października 2019 |
| 6   | Luis Pérez Raygoza       | biskup pomocniczy Meksyku (Meksyk)    | 25 stycznia 2020     |                     |